# فهرست نرم‌افزارهای مدیریت دانلود
این فهرست، فهرستی از تمام برنامه‌های مدیریت دانلود است.

## گرافیکی
- آریا
- کانکت‌فیوژن
- دانلود اکسلریتور پلاس
- دانلود اکسپرس
- دانلود مستر
- دانلودر برای ایکس
- دانلوداستودیو
- همه‌شان را دانلود کن!  (افزونهٔ فایرفاکس)
- ایون نت‌مایندر
- فستر دانلودر
- فلش‌گات (افزونهٔ فایرفاکس)
- فلش‌گت
- دانلود منیجر رایگان
- گت‌بوت
- گت‌رایت
- گیگاگت
- گو!زیلا
- گوگت
- آی‌گتر
- اینترآرچی
- اینترنت دانلود اکسلریتور
- اینترنت دانلود منیجر
- کاگت
- لیچ‌گت
- مس دانلودر
- اوربیت دانلودر
- نت ترانسپورت
- نت‌آنتس
- دانلود منیجر چندبندی
- ری‌گت
- ترودانلودر (متن‌باز)
- وین‌موبایل دانلود اکسلریتور (پاکت پی‌سی)
- دابلیواکس‌دانلود فست (متن‌باز)
- استار دانلودر
- ویدئوگت
- زونلای (تاندر)
- مینی‌دی‌ام (در IE۷Pro)
- موتریکس

## خطی
- آریا۲
- سی‌یوآرال
- دابلیوگت
- آکسل (نرم‌افزار))